# Kauderwelsch
Kauderwelsch ist eine Bezeichnung für eine verworrene Sprechweise, ein unverständliches Gemisch aus mehreren Sprachen oder eine unverständliche fremde Sprache.

## Etymologie
Die Etymologie des vor dem 16. Jahrhundert entstandenen Wortes ist nicht eindeutig. Der zweite Wortbestandteil welsch ist eine alte Bezeichnung für romanische Sprachen (auch keltische) und ihre Sprecher; sie findet sich in geographischen Bezeichnungen wie Welschschweiz, Welschtirol, Wallonien und Walachei. Im Englischen steht welsh für die Sprache in Wales. Für den ersten Wortteil werden unterschiedliche Herleitungen genannt.
- Nach den Wörterbüchern von Karl Weigand und der Brüder Grimm geht das Vorderglied der Zusammensetzung auf kaudern „Zwischenhandel treiben, makeln“ zurück, so dass mit Welsch ursprünglich die (Misch-)Sprach italienischer Händler und Geldwechsler (vgl. Fischart: „die welschen hausierer, kauderwelschen Lamparter“, also Lombarden) gemeint wäre.[2]
- Luther bezog das Wort auf die Rätoromanen (der Chauderwelschen oder Churwallen kahle Glossen), so dass es ursprünglich die „welsche Sprache der Einwohner von Chur in Graubünden, Churwelsch, Churer-Welsch“ bedeutet und dann die allgemeine Bedeutung „unverständliche Sprache“ angenommen hätte (vgl. auch spanisch Chau Chau für Kauderwelsch als Bezeichnung ausländischer Sprachen). Bürger wie Hermannus Kudirwale (Köln, 1247) und Berchtold Khawderwalch (Rain am Lech, 1379) waren laut Friedrich Kluge und Alfred Götze Rätoromanen aus dem Rheintal von Chur, dessen Name im benachbarten Tirol seit etwa 1050 „Kauer“ lautet. Über „Kaurerwelsch“ sei dann „Kauderwelsch“ entstanden. Um 1450 schrieb der Schwabe Hermann von Sachsenheim „Churwalchen ist ein pöse Sprach, besonders in dem Engendin“.[3] Auch gemäß dem neueren Duden Herkunftswörterbuch besteht der Zusammenhang zu Chur darin, dass der Ortsname im Tirolerischen Kauer heißt und demzufolge das Wort eigentlich Churromanisch bedeuten würde.
- Nach Karl Trübner geht der erste Teil des Wortes auf frühneuhochdeutsch kūder ‚Werg‘ zurück. Zunächst soll der Kauderwelsch die abwertende Bezeichnung für den italienischen Flachs- und Werghändler gewesen sein.[4]
- Wolfgang Pfeifer ergänzte die obengenannten Herleitungsversuche, die er kurz bespricht, um «einen Zusammenhang mit oder Beeinflussung durch» oberdeutsch kudern, kaudern „undeutlich sprechen“, ein zunächst wohl lautmalerisch das Kollern des Truthahns bezeichnendes Verb.[5]